# Wygosero
Der Wygosero (russisch Выгозеро, Выгозерское водохранилище ‚Wygoserskoje-Stausee‘, Бобровое Bobrowoje, finnisch Uikujärvi) ist ein Süßwassersee in der russischen Teilrepublik Karelien nördlich vom Onegasee.
Mit einer Fläche von etwa 1250 km² gehört er zu den größten Seen Europas.
Das Einzugsgebiet umfasst etwa 18.000 km².
Er beinhaltet 529 Inseln.
In den See münden die Flüsse Oberer Wyg, Woschma, Segescha und Onda.
Die mittlere Tiefe des Wygosero beträgt lediglich 6 m, die maximale Tiefe 18 m.
Die größte Stadt am See ist Segescha.
Seit 1933 ist der Wygosero Teil des Weißmeer-Ostsee-Kanals.
Ab diesem Zeitpunkt wird er als Stausee benutzt.
Der Wasserspiegel wurde um mehrere Meter künstlich angehoben, was die Überflutung großer Flächen zur Folge hatte und den See deutlich größer werden ließ (ursprüngliche Seefläche 560 km²).
Anfang der 1950er Jahre wurde am Unterlauf der Onda das Ondskoje-Wasserkraftwerk errichtet. Dieses wird vom Wasser des Wygosero gespeist, welches 7 km abstrom auf den Weißmeer-Ostsee-Kanal trifft.
Die Vielzahl des organischen Materials, das in den See gelangte, veränderte seine Ökologie erheblich. Zu den Fischarten, die heute im Wygosero leben, gehören atlantischer Lachs, Kleine Maräne, Hecht und andere.